# Форт Гејнс (Џорџија)
Форт Гејнс (Џорџија) (енгл. Fort Gaines) град је у америчкој савезној држави Џорџија. По попису становништва из 2010. у њему је живело 1.107 становника.

## Демографија
Према попису становништва из 2010. у граду је живело 1.107 становника, што је 3 (0,3%) становника мање него 2000. године.
| Група             | 2000.       | 2010.       |
| Белци             | 341 (30,7%) | 267 (24,1%) |
| Афроамериканци    | 754 (67,9%) | 825 (74,5%) |
| Азијати           | 2 (0,2%)    | 1 (0,1%)    |
| Хиспаноамериканци | 16 (1,4%)   | 3 (0,3%)    |
| Укупно            | 1.110       | 1.107       |